# Nestinarstvo
Nestinarstvo (en búlgaro: нестинарство, en griego: αναστενάρια anastenária) es un ritual de fuego que se realizaba originalmente en varias aldeas de habla búlgara y griega en las montañas Istranca, cerca de la costa del Mar Negro, en el sureste de Bulgaria. Se trata de un baile descalzo sobre brasas humeantes (жарава, zharava ) realizado por los nestinari (нестинари). Por lo general, se practica en la plaza principal del pueblo frente a toda la población el día de los santos Constantino y Elena (la noche del 3 al 4 de junio) o el día del santo patrón del pueblo. El ritual es una mezcla única de creencias ortodoxas orientales y tradiciones paganas más antiguas de las montañas Istranca. En 2009, el ritual se inscribió en el listado del Patrimonio Cultural Inmaterial de la UNESCO y en la Lista Representativa Nacional del Patrimonio Cultural Inmaterial "Tesoros humanos vivos - Bulgaria" sobre la aplicación del museo histórico regional Burgas.

## Historia
Esta costumbre danzaria se generalizó a principios del siglo XX en varias aldeas búlgaras y griegas en el este de Tracia, algunas de las cuales en 1913 pasaron a Bulgaria y otras permanecieron en Turquía. La población griega del resto de las aldeas de Turquía emigró a Grecia en la década de 1920 y llevó consigo las costumbres del Nestar. 
En el pasado también se practicaba en la Tracia del Mar Blanco, y hoy se conserva en solo unos pocos pueblos en la montaña Istranca. En Bulgaria, la costumbre se conserva en su forma auténtica solo en un pueblo en la montaña Istranca - Balgari.
En Grecia, el nestinari se practica en varias aldeas del Egeo de Macedonia, pobladas por descendientes de refugiados tracios, como Kara Kavak (Mavrolevki) en Drama, Butkovo (Kerkini) y Kakaraska (Agia Eleni) en Sersko, Lagadina (Langadas) en Salónica y Melli.

### Relaciones con la antigua Tracia
Según algunos investigadores, las raíces del ritual están relacionadas con los antiguos tracios. Sin embargo, esta hipótesis se basa más en conjeturas que en evidencia confiable, porque se sabe muy poco sobre las prácticas religiosas de los tracios. Ni la información desechada de los autores griegos y romanos, ni los datos arqueológicos, se pueden asociar con ningún grado de certeza con las prácticas nestinarias.

## Tradición Nestinar
Tradicionalmente, el derecho a realizar el ritual sería hereditario y el nestinar solo puede ser sucedido por su hijo o hija, y solo cuando él o ella es demasiado viejo o está enfermo para continuar haciéndolo. La casa del nestinar es sagrada, porque alberga la stolnina (столнина) - una pequeña capilla donde se colocan iconos de varios santos, así como un tambor sagrado utilizado específicamente para el ritual y que se cree que cura al percusionista si está enfermo.

## Descripción
El día del ritual, los aldeanos iban a la stolnina dirigida por el nesinar principal y el sacerdote, donde lo veían echar incienso a los íconos y a los otros nestinari, transfiriéndoles simbólicamente poder espiritual e inspiración. Luego, la gente se dirigía a una fuente sagrada con el nombre del santo, donde comían una ofrenda de cordero. 
Después del atardecer, la multitud encendía un gran fuego y bailaba un horo (un baile de ronda tradicional) hasta que el fuego se consumía y solo quedan brasas. El baile descalzo de Nestinari sobre ascuas que sigue como el clímax de la noche está acompañado por el ritmo del tambor sagrado y el sonido de una gaita. Se cree popularmente que algunos de los bailarines alcanzan un estado de trance religioso mientras bailan, explicando por qué sus pies no se queman y supuestamente no sienten dolor. 

### Explicación científica
Contrariamente a la idea de que los pies de los nestinari no se queman porque caen en trance o están protegidos por un poder superior, caminar sobre carbones tiene una explicación científica. Dos factores principales hacen posible el resplandor y evitan quemaduras: 
- Los carbones tienen muy baja conductividad térmica .
- El contacto entre el carbón y los pies descalzos es muy breve. Los nestinari pisan la superficie rápidamente sin excavar en las brasas de abajo.

Por un breve momento de contacto y baja conductividad térmica, el carbón transmite una pequeña cantidad de calor a la piel.

### Turismo
En los siglos XX y XXI, el ritual se comercializó en gran medida y ahora se lleva a cabo para los turistas extranjeros en todos los centros turísticos de la costa búlgara del Mar Negro por personas que tienen poco que ver con la tradición original. Algunos búlgaros aún realizan el ritual en su forma más auténtica en las aldeas de Istranca. 
El ritual también se conserva entre la población de varias aldeas en el norte de Grecia, que una vez vivieron junto con los búlgaros en el interior de Istranca, pero fueron ocupadas y luego tomadas por Grecia después de la Primera Guerra Mundial.

### Distribución fuera de los Balcanes
Se conocen rituales similares en otras naciones. Hay leyendas para las personas en Italia que caminan sobre brasas sin causar daño. El ritual también existió en China, Japón, como en algunas tribus árabes en Argelia y Marruecos. El arte de caminar las brasas está dominado por los chamanes en Asia Menor, Siberia, África, América y algunas islas en el Pacífico.

## Homenajes
Los nunataks de Nestinari en la isla Livingston en las islas Shetland del Sur, Antártida, llevan el nombre del ritual folclórico búlgaro de Nestinari. 